# Portrait de William Warham
Le Portrait de William Warham est un tableau réalisé en 1528 par le peintre bâlois d'origine allemande Hans Holbein le Jeune. De format vertical, cette peinture à l'huile exécutée sur un panneau en bois de chêne est le portrait à mi-corps de William Warham, l'archevêque de Cantorbéry. Achetée par Louis XIV à Everhard Jabach en 1671, elle est conservée au musée du Louvre, à Paris, en France.
Elle figure l'archevêque de trois quarts par son profil gauche, habillé d'un vêtement blanc bordé de fourrure. Les mains posées sur un coussin près d'un livre ouvert, il se tient devant un crucifix à gauche et sa mitre à droite. Cette composition est identique à celle d'un autre tableau qui se trouve à Lambeth Palace, lequel est soit son original, soit sa copie.